# Kaštel Kamerlengo
Kaštel Kamerlengo, kaštel u gradu Trogiru, Obala bana Berislavića, zaštićeno kulturno dobro.

## Zemljopisni položaj
Nalazi se na jugozapadnom rubu grada Trogira, u uglu zidina. Najstariji dio je poligonalna kula iz kraja XIV. stoljeća, a zidine dobivaju današnje oblik nakon dolaska mletačke vlasti. Za gradnju je bio konzultiran državni inženjer Lorenzo Picino, a izvedba je povjerena protomagistru Marinu Radoju. Tvrđava je građena od 1420. do 1437. godine, a služila je za smještaj mletačke vojne posade. Sjeverozapadno od tvrđave nalazi se Batarija, igralište HNK Trogira.

## Opis dobra
Kaštel Kamerlengo podignut je na jugozapadu grada, za obranu morskog kanala i prilaza luci. Utvrda je trapeznog tlocrta s monumentalnom poligonalnom kulom prema moru na mjestu Kule od veriga i manjim ugaonim kulama. Oko utvrde nalazio se ophod s potpornim zidom, a prema gradu sa sjeverne i istočne strane široki obrambeni opkop. Glavna vrata kaštela s lunetom i pomičnim mostom su na sjevernoj strani kaštela. Na sredini kurtine s južne, zapadne i sjeverne strane je berteska s visećim lukom na konzolama. U unutrašnjem dvorištu bile su stambene zgrade za kaštelana i posadu te kapela sv. Marka. Kaštel je sagrađen nakon 1420. godine kada Mletačka Republika osvaja Trogir.

## Zaštita
Pod oznakom Z-3634 zaveden je kao nepokretno kulturno dobro - pojedinačno, pravna statusa zaštićena kulturnog dobra, klasificirano kao "vojne i obrambene građevine".

## Vanjske poveznice
|  | Zajednički poslužitelj ima još gradiva o temi Kamerlengo |